# Marquillies
 Marquillies  es una población y comuna francesa, en la región de Norte-Paso de Calais, departamento de Norte, en el distrito de Lille y cantón de La Bassée.

## Demografía
| 1249 | 1302 | 1297 | 1392 | 1445 | 1602 |
| Para los censos de 1962 a 1999 la población legal corresponde a la población sin duplicidades (Fuente: INSEE [Consultar]) |      |      |      |      |      |